# Ytterklintsjön
Ytterklintsjön är en sjö i Robertsfors kommun i Västerbotten och ingår i Dalkarlsåns huvudavrinningsområde. Sjön har en area på 0,0715 kvadratkilometer och ligger 98,1 meter över havet. Sjön avvattnas av vattendraget Storbäcken.

## Delavrinningsområde
Ytterklintsjön ingår i det delavrinningsområde (713196-173696) som SMHI kallar för Utloppet av Ytterklintsjön. Medelhöjden är 123 meter över havet och ytan är 3,44 kvadratkilometer. Räknas de 3 avrinningsområdena uppströms in blir den ackumulerade arean 16,33 kvadratkilometer. Storbäcken som avvattnar avrinningsområdet har biflödesordning 2, vilket innebär att vattnet flödar genom totalt 2 vattendrag innan det når havet efter 24 kilometer. Avrinningsområdet består mestadels av skog (58 procent), öppen mark (13 procent) och jordbruk (16 procent). Avrinningsområdet har 0,07 kvadratkilometer vattenytor vilket ger det en sjöprocent på 1,9 procent.